# Pierre Le Maire I
Pierre Le Maire I (1672) è stato un artigiano francese.

## Biografia
Membro di una famiglia di costruttori di strumenti scientifici, Pierre Le Maire I fu attivo a Parigi tra il 1698 e il 1750.
Dal 1730 ebbe la bottega in Quai de l’Horloge, insieme al figlio Pierre (attivo tra il 1730 e il 1760) e al fratello Jacques (attivo tra il 1714 e il 1762).